# Payenborg
Payenborg is een stadskasteel in de Nederlandse stad Utrecht.
Dit grote stenen weerbare huis is in de 14e eeuw aan de Oudegracht 320 gebouwd voor de familie (de) Paye of Payo. Het samengestelde huis is destijds op een 95 meter diep perceel gebouwd langs de gracht. Het heeft een bijzondere opzet ten opzichte van andere stadskastelen omdat de nok van het hoofdgebouw evenwijdig aan de straat/gracht ligt in plaats van in de diepte. Bij het oorspronkelijke hoofdgebouw behoort ook aangrenzend een smal woonhuis dat vooral in de koude maanden beter bruikbaar was voor permanente bewoning. Een of meer aangrenzende achterhuizen zijn iets later toegevoegd aan het hoofdgebouw.
Hoogstwaarschijnlijk werd rond 1555 het pand gesplitst. Na de splitsing bestonden tot in de 18e eeuw Groot Payenborg en Klein Payenborg (zijhuis) als aparte huizen. Groot Payenborg fungeerde in die periode als pronkhuis waarin welgestelden vertoefden, in Klein Payenborg vonden menigmaal handwerklieden onderdak. In de 18e eeuw kwam Payenborg weer in bezit van één eigenaar en is onder meer de huidige voorgevel van het hoofdgebouw aangebracht. Brouwerij De Aker of Het Keteltje was vervolgens een tijdlang in Payenborg gevestigd. 
Het grootste deel van de 20e eeuw was de Utrechtse universiteit de eigenaar en in die periode werd Payenborg grootschalig gewijzigd. Van 1909 tot 1929 was de faculteit Tandheelkunde in Groot en Klein Payenborg gevestigd. In de ruime achtertuin, die doorliep tot het koetshuis op de Lange Nieuwstraat, was in 1909 een groot onderwijsgebouw neergezet. Nadat Tandheelkunde vanwege plaatsgebrek naar de Jutfaseweg verhuisd was, zat vervolgens van 1929 to 1979 het Geologisch Instituut in Groot en Klein Payenborg. Na vertrek van de geologen in 1979 naar De Uithof werd Payenborg nog jaren tijdelijk gebruikt. De panden zijn in de jaren 1990 particulier verkocht, los van het achterterrein met het onderwijsgebouw, daar kwam in de jaren 1990 de Payenhof.
Vandaag de dag fungeert Payenborg als woonhuis/kantoorpand met een opslagfunctie. Klein Payenborg heeft een poortje dat in vroegere tijden naar de Payenborchsteeg leidde.
Vanaf 1954 gaf de Utrechts Geologen Vereniging het naar het huis Payenborg vernoemde tijdschrift Payenborchiana uit.